# Voces intimae
Voces intimae (Traduzione: Voci intime), Op. 56, è un quartetto per archi a cinque movimenti in re minore, scritto nel 1909 dal compositore finlandese Jean Sibelius. È l'unico grande lavoro per quartetto d'archi del suo periodo maturo.

## Storia
Da studente Sibelius aveva composto diverse opere per quartetto d'archi. Nel 1885 finì un quartetto d'archi in mi bemolle maggiore, seguito nel 1889, dopo alcuni movimenti individuali per questa combinazione, da un quartetto per archi in la minore. Il primo quartetto per archi a ricevere un numero di opus fu il quartetto in si bemolle maggiore, op. 4 nel 1890. Successivamente non scrisse nessun quartetto per archi fino a Voces intimae nel 1909. Composto tra la sua Terza e Quarta Sinfonia, rimase "l'unica grande opera per quartetto per archi del periodo maturo di Sibelius".
Sibelius compose il quartetto dal dicembre 1908, lavorando a Londra fino all'inizio del 1909. Il titolo latino, che si traduce in "Voci intime" o "Voci interiori", segna una "qualità colloquiale" e un'"interiorità" della musica. Il compositore scrisse del suo lavoro in una lettera a sua moglie: "Si è rivelato qualcosa di meraviglioso. Il tipo di cosa che ti fa sorridere le labbra nell'ora della morte. Non dirò altro". Sibelius lo mostrò al suo editore Robert Lienau il 15 aprile 1909.
La prima esecuzione fu il 25 aprile 1910 all'Helsinki Music Institute. Una recensione dell'Helsingin Sanomat osservava: "La composizione ha attirato molta attenzione ed è senza dubbio uno dei prodotti più brillanti nel suo genere. Non è una composizione per il pubblico in generale, è così eccentrica e fuori dal comune." Sibelius in seguito scrisse sulla composizione: "Il materiale melodico è buono ma il materiale armonico potrebbe essere "più leggero" e persino "più simile a un quartetto"".

## Struttura e musica
Sibelius ha strutturato il quartetto in cinque movimenti:
- Andante – Allegro molto moderato
- Vivace
- Adagio di molto
- Allegretto (ma pesante)
- Allegro

L'opera si apre con un dialogo tra violino e violoncello. Il primo movimento contrappone "una configurazione mormorante con accordi fermi". Il secondo movimento è uno scherzo in la maggiore, collegato al primo da temi musicali. Il movimento centrale lento è stato descritto come "una ricerca appassionata della serenità in fa maggiore". Contiene "tre accordi distaccati, morbidi in mi minore, lontani da una qualsiasi delle precedenti implicazioni armoniche", a cui Sibelius ha aggiunto le "voci intime" nella partitura di un amico. Anche un secondo scherzo è collegato da una somiglianza motivica al primo movimento. Il finale, "con più di un pizzico di violino folk", cresce in intensità con le segnature da Allegro a "sempre più energico", descritto come "musica intensamente accentuata di forti contrasti ma slancio irresistibile".

## Arrangiamenti
Il violinista e compositore finlandese Pekka Kuusisto ha organizzato il lavoro per l'orchestra da camera, che è stato incluso nel tour australiano del 2009 di Kuusisto con l'Australian Chamber Orchestra.